# Perfusió
La perfusió és el pas d'un fluid a través del sistema circulatori o sistema limfàtic cap a un òrgan o un teixit, normalment referint-se al lliurament de sang al llit capil·lar del teixit. La perfusió es mesura com la velocitat de lliurament de sang al teixit, o el volum de sang per unitat de temps (flux sanguini) per unitat de massa de teixit. La unitat SI és m³/(s·kg), tot i que per als òrgans humans la perfusió es registra normalment en ml/min/g. La paraula deriva del verb francès "perfuser" que significa "abocar o passar". Tots els teixits animals requereixen un subministrament de sang adequat per a la salut i la vida. La mala perfusió (malperfusió), és a dir, la isquèmia, causa problemes de salut, com es veu en malalties cardiovasculars, inclosa la malaltia coronària, la malaltia cerebrovascular, la malaltia arterial perifèrica i molts altres trastorns.
Les proves que verifiquen que existeix una perfusió adequada són una part del procés d'avaluació d'un pacient que són realitzats per personal mèdic i d'urgències. Els mètodes més comuns són l'avaluació del color, la temperatura, l'estat de la pell (seca/suau/ferma/inflamada/enfonsada/etc.) i el reompliment capil·lar.